# Riccardo Zampagna
Riccardo Zampagna (Terni, 15 novembre 1974) è un allenatore di calcio ed ex calciatore italiano, di ruolo attaccante.

## Biografia
Il 10 aprile 2011 pubblica un libro autobiografico chiamato Il calcio alla rovescia, devolvendo l'intero incasso all'ospedale di Terni per l'acquisto di un mammografo. Dal settembre 2012 al gennaio 2016 ha gestito una tabaccheria situata nel centro di Terni. Nel 2016 viene raccontato nel libro del giornalista Matteo Cruccu Ex - Storie di uomini dopo il calcio.

## Carriera

### Giocatore
Inizia a giocare a calcio con la Virgilio Maroso, squadra del quartiere Borgo Rivo di Terni, dove abitava da piccolo. Cresce calcisticamente con la formazione dei dilettanti dell'Amerina, e nel 1996 il suo primo trasferimento lo porta alla Pontevecchio, dove segna 13 gol in 22 partite in Serie D. Nel settembre 1997 si accasa alla Triestina, in Serie C2, dove resta un anno e mezzo mettendo a referto 27 partite e 9 reti alla prima stagione, e appena 2 partite senza gol nella seconda. Nel gennaio 1999 passa in Serie C1 all'Arezzo, allenato da Cosmi. Qui trascorre la seconda metà del campionato e in 5 mesi di permanenza colleziona 9 presenze mettendo a segno 3 gol.
La stagione successiva viene ingaggiato dal Catania di Luciano Gaucci, con cui continua a giocare il campionato di C1. A febbraio va in prestito al Brescello, sempre in Serie C1, con cui realizza 3 gol in 12 partite. Nell'estate 2000 Gaucci lo trasferisce dai catanesi al Perugia, altra squadra da lui gestita e militante in Serie A. Esordisce nelle gare di qualificazione valide per la Coppa Intertoto, dove i grifoni vengono subito eliminati dallo Standard Liegi; in campionato non ha invece modo di debuttare, sicché nel mese di settembre si trasferisce in Serie B al Cosenza, con cui ben si comporta realizzando 10 reti in 29 presenze.
Sempre tra i cadetti gioca anche con Siena, Messina e Ternana, quest'ultima la squadra della sua città, dove nel suo anno di militanza contribuisce ad uno dei migliori campionati degli umbri in Serie B, arrivando a 21 reti in campionato. A fine stagione viene riscattato alle buste dal Messina che ha appena conquistato la promozione nella massima serie. Il 19 settembre 2004 esordisce in Serie A nella partita Messina-Roma (4-3), nella quale realizza in pallonetto il gol che permette ai peloritani di vincere la gara; si ripete tre giorni dopo nella trasferta contro il Milan, segnando il gol del definitivo 2-1. Al primo anno in massima serie segna 12 gol in 28 partite di campionato.
Nell'estate 2005 inizia la stagione ancora a Messina e, dopo quattro mesi con 2 reti in 11 partite, nel gennaio 2006 si trasferisce all'Atalanta, in Serie B, dove sotto la guida di Stefano Colantuono mette a segno 6 reti e con la quale ottiene la vittoria del campionato cadetto e annessa promozione in Serie A. Nella stagione successiva con i suoi 11 gol realizzati risulta tra i giocatori più determinanti nel campionato della società nerazzurra; proprio un suo gol nella partita Atalanta-Roma finita 2-1 per i bergamaschi, fa in modo che l'Inter vinca il 15º scudetto, poiché contemporaneamente batte il Siena per 2-1.
Il 19 novembre 2007 viene messo fuori rosa dall'Atalanta. Il 3 gennaio 2008 approda quindi al Vicenza, che al momento si trovava all'ultimo posto della classifica in Serie B. Realizza il suo primo gol con la maglia biancorossa nove giorni dopo, nella gara contro il Ravenna, e il suo gol garantirà ai berici la vittoria per 1-0; nella stessa gara subirà il suo primo infortunio con la nuova maglia. Nella partita di ritorno contro i ravennati del 25 maggio, la sua rete dell'1-0 decide la gara e regala la salvezza con un turno d'anticipo alla squadra veneta. In totale sono 6 le reti (in 16 presenze) realizzate con la casacca biancorossa.
Il 31 luglio 2008 viene ceduto a titolo definitivo al Sassuolo, per seicentomila euro. In terra emiliana disputa due campionati di B. Nella prima stagione in maglia neroverde gioca 36 partite e segna 11 reti che non bastano a garantire alla sua squadra un piazzamento nei play-off; nella seconda stagione, invece, realizza 5 reti in 27 presenze. A fine torneo, non rientrando più nei piani della società emiliana, sembra intenzionato a lasciare il calcio, tuttavia il 6 agosto 2010 passa a titolo definitivo in Seconda Divisione alla Carrarese. Ciononostante, il successivo 19 novembre inaspettatamente annuncia il ritiro al calcio agonistico, dopo aver disputato appena 10 partite e segnato 2 reti con i toscani. Il 2 luglio 2011 organizza la partita del suo addio al calcio fra Ternana e Atalanta, allo stadio Libero Liberati di Terni, convocando ex compagni di varie squadre in cui ha militato e calciatori che ha incontrato nella sua carriera, devolvendo tutto l'incasso a favore di varie ONLUS della città.
Nel frattempo, il 12 dicembre 2010 torna a giocare a livello amatoriale sposando il progetto del calcio popolare portato avanti dall'Associazione Comunista Sportiva Dilettantistica "Primidellastrada", con la quale disputa il campionato UISP di Terni. Il 3 novembre 2011 comincia a giocare nel campionato UISP di calcio a 7 di Terni, con la squadra amatoriale dell'Amici Di Enzo.

### Allenatore
Il 16 giugno 2013 viene ufficializzato il suo ingaggio per la stagione 2013-2014 come allenatore del Macchie, squadra dell'omonima frazione amerina militante nella Prima Categoria Umbra. Il 4 maggio 2014, grazie al successo esterno sul campo del Real Avigliano all'ultima giornata, vince il campionato alla sua prima esperienza in panchina.
Dopo un anno d'inattività, l'11 luglio 2015 viene ingaggiato come nuovo tecnico della Voluntas Spoleto, in Serie D, lasciando tuttavia l'incarico dopo pochi giorni. Il 14 ottobre dello stesso anno diventa allenatore dell'Assisi, formazione militante nel campionato umbro di Promozione. Prendendo la squadra al penultimo posto della classifica, termina la stagione al quinto posto raggiungendo i play-off: qui gli assisani vincono la finale del girone contro l'Orvietana, ma perdono poi lo spareggio contro il Lama di San Giustino per la promozione in Eccellenza. Lascia la formazione rossoblù a fine campionato per assumere, dall'8 giugno 2016, la guida tecnica del Trestina di Città di Castello, in Serie D; termina la sua prima stagione completa nei dilettanti con una tranquilla salvezza, piazzandosi al dodicesimo posto in classifica, e lasciando la squadra umbra a campionato ultimato.
Il 7 settembre 2017 supera l'esame da allenatore di seconda categoria UEFA A. Due giorni dopo assume l'incarico di allenatore della Trasimeno di Castiglione del Lago, nel campionato umbro di Eccellenza; rimane in carica fino al gennaio 2018, quando a seguito di 5 sconfitte consecutive viene sollevato dall'incarico. Nell'estate seguente va a sedersi sulla panchina dell'Orvietana, sempre in Eccellenza, dando però le dimissioni il successivo 9 ottobre, con la squadra dodicesima in classifica in campionato e qualificata alla semifinale della Coppa Italia Dilettanti Umbria.

### Dopo il ritiro
Il 26 ottobre 2014 entra a far parte della squadra di opinionisti della trasmissione sportiva 90º minuto di Rai 2.
Nel febbraio 2019 diviene direttore tecnico della scuola calcio "San Giovanni Bosco", emanazione dell'omonima parrocchia ternana.
Dalla stagione 2020-2021 ricopre il ruolo di opinionista per le partite della Ternana per Cusano Italia TV, emittente dell'Università degli Studi "Niccolò Cusano".

## Statistiche

### Presenze e reti nei club
| Stagione         | Squadra          | Campionato       | Campionato | Campionato | Coppe nazionali | Coppe nazionali | Coppe nazionali | Coppe continentali | Coppe continentali | Coppe continentali | Altre coppe | Altre coppe | Altre coppe | Totale | Totale |
| Stagione         | Squadra          | Comp             | Pres       | Reti       | Comp            | Pres            | Reti            | Comp               | Pres               | Reti               | Comp        | Pres        | Reti        | Pres   | Reti   |
| ---------------- | ---------------- | ---------------- | ---------- | ---------- | --------------- | --------------- | --------------- | ------------------ | ------------------ | ------------------ | ----------- | ----------- | ----------- | ------ | ------ |
| 1991-1992        | Amerina          | Ecc              | 1          | 0          |                 | -               | -               | -                  | -                  | -                  | -           | -           | -           | 1      | 0      |
| 1992-1993        | Amerina          | Ecc              | 10         | 1          | -               | -               | -               | -                  | -                  | -                  | -           | -           | -           | 10     | 1      |
| 1993-1994        | Amerina          | Ecc              | 30         | 7          | -               | -               | -               | -                  | -                  | -                  | -           | -           | -           | 30     | 7      |
| 1994-1995        | Amerina          | Ecc              | 29         | 9          | -               | -               | -               | -                  | -                  | -                  | -           | -           | -           | 29     | 9      |
| 1995-1996        | Amerina          | Ecc              | 32         | 10         | -               | -               | -               | -                  | -                  | -                  | -           | -           | -           | 32     | 10     |
| Totale Amerina   | Totale Amerina   | Totale Amerina   | 102        | 27         |                 | -               | -               |                    | -                  | -                  |             | -           | -           | 102    | 27     |
| 1996-1997        | Pontevecchio     | CND              | 22         | 13         | -               | -               | -               | -                  | -                  | -                  | -           | -           | -           | 22     | 13     |
| 1997-1998        | Triestina        | C2               | 27+2       | 9+1        | CI-C            | 2               | 1               | -                  | -                  | -                  | -           | -           | -           | 31     | 11     |
| 1998-gen. 1999   | Triestina        | C2               | 2          | 0          | CI-C            | 1               | 1               | -                  | -                  | -                  | -           | -           | -           | 3      | 1      |
| Totale Triestina | Totale Triestina | Totale Triestina | 29+2       | 9+1        |                 | 3               | 2               |                    | -                  | -                  |             | -           | -           | 34     | 12     |
| gen.-giu. 1999   | Arezzo           | C1               | 9          | 3          | CI-C            | -               | -               | -                  | -                  | -                  | -           | -           | -           | 9      | 3      |
| 1999-gen. 2000   | Catania          | C1               | 18         | 2          | CI-C            | 6               | 3               | -                  | -                  | -                  | -           | -           | -           | 24     | 5      |
| gen.-giu. 2000   | Brescello        | C1               | 12+2       | 3          | CI-C            | -               | -               | -                  | -                  | -                  | -           | -           | -           | 14     | 3      |
| ago.-set. 2000   | Perugia          | A                | -          | -          | CI              | 2               | 0               | I                  | 2                  | 0                  | -           | -           | -           | 4      | 0      |
| set. 2000-2001   | Cosenza          | B                | 29         | 10         | CI              | -               | -               | -                  | -                  | -                  | -           | -           | -           | 29     | 10     |
| 2001-2002        | Siena            | B                | 29         | 7          | CI              | 7               | 4               | -                  | -                  | -                  | -           | -           | -           | 36     | 11     |
| 2002-2003        | Messina          | B                | 33         | 19         | CI              | 0               | 0               | -                  | -                  | -                  | -           | -           | -           | 33     | 19     |
| 2003-2004        | Ternana          | B                | 41         | 21         | CI              | 1               | 0               | -                  | -                  | -                  | -           | -           | -           | 42     | 21     |
| 2004-2005        | Messina          | A                | 28         | 12         | CI              | 3               | 2               | -                  | -                  | -                  | -           | -           | -           | 31     | 14     |
| 2005-gen. 2006   | Messina          | A                | 11         | 2          | -               | -               | -               | -                  | -                  | -                  | -           | -           | -           | 11     | 2      |
| Totale Messina   | Totale Messina   | Totale Messina   | 72         | 33         |                 | 3               | 2               |                    | -                  | -                  |             | -           | -           | 75     | 35     |
| gen.-giu. 2006   | Atalanta         | B                | 16         | 6          | CI              | -               | -               | -                  | -                  | -                  | -           | -           | -           | 16     | 6      |
| 2006-2007        | Atalanta         | A                | 28         | 11         | CI              | 3               | 3               | -                  | -                  | -                  | -           | -           | -           | 31     | 14     |
| 2007-gen. 2008   | Atalanta         | A                | 10         | 3          | CI              | 1               | 0               | -                  | -                  | -                  | -           | -           | -           | 11     | 3      |
| Totale Atalanta  | Totale Atalanta  | Totale Atalanta  | 54         | 20         |                 | 4               | 3               |                    | -                  | -                  |             | -           | -           | 58     | 23     |
| gen.-giu. 2008   | Vicenza          | B                | 16         | 6          | CI              | -               | -               | -                  | -                  | -                  | -           | -           | -           | 16     | 6      |
| 2008-2009        | Sassuolo         | B                | 36         | 11         | CI              | 0               | 0               | -                  | -                  | -                  | -           | -           | -           | 36     | 11     |
| 2009-2010        | Sassuolo         | B                | 25+2       | 5          | CI              | 2               | 0               | -                  | -                  | -                  | -           | -           | -           | 29     | 5      |
| Totale Sassuolo  | Totale Sassuolo  | Totale Sassuolo  | 61+2       | 16         |                 | 2               | 0               |                    | -                  | -                  |             | -           | -           | 65     | 16     |
| ago.-nov. 2010   | Carrarese        | 2D               | 10         | 2          | CI-LP           | 3               | 0               | -                  | -                  | -                  | -           | -           | -           | 13     | 2      |
| Totale carriera  | Totale carriera  | Totale carriera  | 504+6      | 165+1      |                 | 31              | 14              |                    | 2                  | 0                  |             | -           | -           | 543    | 180    |

## Palmarès

### Giocatore

#### Club

##### Competizioni nazionali
- Campionato italiano di Serie B: 1

Atalanta: 2005-2006

#### Individuale
- Oscar del calcio AIC: 1

Miglior gol: 2007 (Fiorentina-Atalanta 2-2)

### Allenatore

#### Club

##### Competizioni regionali
- Prima Categoria: 1

Macchie: 2013-2014 (girone umbro)